# Caladenia caesarea
Caladenia caesarea är en orkidéart som först beskrevs av Karel Domin, och fick sitt nu gällande namn av Mark Alwin Clements och Stephen Donald Hopper. Caladenia caesarea ingår i släktet Caladenia och familjen orkidéer.

## Underarter
Arten delas in i följande underarter:
- C. c. caesarea
- C. c. maritima
- C. c. transiens